# Baccha costata
Baccha costata là một loài ruồi trong họ Ruồi giả ong (Syrphidae). Loài này được Say mô tả khoa học đầu tiên năm 1829. Baccha costata phân bố ở miền Tân bắc